# Brejlov
Brejlov (německy Brejlow) je samota, část města Bakov nad Jizerou v okrese Mladá Boleslav. Nachází se 3,2 kilometru jižně od Bakova nad Jizerou na vrcholu Brejlov (349 m n. m.) v souvrší Baba, uvnitř přírodní rezervace Vrch Baba u Kosmonos.

## Historie
První písemná zmínka o vesnici pochází z roku 1790.
V letech 1869–1979 byla samota součástí obce Chudoplesy a od 1. ledna 1980 se stala součástí města Bakov nad Jizerou.

## Obyvatelstvo
| Rok            | 1869 | 1880 | 1890 | 1900 | 1910 | 1921 | 1930 | 1950 | 1961 | 1970 | 1980 | 1991 | 2001 | 2011 | 2021 |
| -------------- | ---- | ---- | ---- | ---- | ---- | ---- | ---- | ---- | ---- | ---- | ---- | ---- | ---- | ---- | ---- |
| Počet obyvatel | 39   | 34   | 32   | 9    | 6    | 10   | 10   | 2    | 3    | 1    | 2    | 0    | 4    | 4    | 2    |
| Počet domů     | 6    | 6    | 5    | 2    | 2    | 2    | 2    | 2    | 2    | 1    | 1    | 1    | 1    | 1    | 1    |